# 田代修二
田代 修二（たしろ しゅうじ）は、編曲家、キーボーディスト。

## 経歴・人物
東京・開成高等学校時代にロックバンド「コウモリ飛行機」のメンバーとして日比谷野外音楽堂に出演。その後、ダディ竹千代&東京おとぼけCATSのサポートメンバーを務める（「蛤三太郎」と名乗っていたこともある）。それらと並行して、南沙織や八神純子などのステージサポートを経た後、岡村孝子の編曲及びツアーバンドに参加（1993年ごろまで）。現在は、スタジオ・ミュージシャンとしての活動が中心。

## 楽曲提供作品
※全て編曲のみの作品
- 大石まどか
  - 「ストロベリームーン」

- 岡村孝子
  - 「夏の日の午後」
  - 「夢をあきらめないで」
  - 「Believe」
  - 「クリスマスの夜」
  - 「青い風」
  - 「心の草原」
  - 「フォーエバー・ロマンス」

- 小沢亜貴子
  - 「てるてる坊主はオサムライ」

- 川中美幸
  - 「津軽さくら物語」

- 酒井法子
  - 「あなたが満ちてゆく」

- 島津亜矢
  - 「かあちゃん」
  - 「いのちのバトン」

- チェウニ&ジョニ男
  - 「灼熱の恋の物語〜KUMAGAYA Fall in love〜」

- 中村雅俊
  - 「願い」

- 服部祐民子
  - 「明日」
  - 「君と夢」

- 半田浩二
  - 「雨やどり」
  - 「うれし涙」
  - 「男の翼」
  - 「男のほろり酒」
  - 「新宿・恋ほたる」

- 湯原昌幸
  - 「何もない手のひらは」